# Pseudorhadinorhynchus samegaiensis
Pseudorhadinorhynchus samegaiensis är en hakmaskart som beskrevs av Hideo Nakajima 1975. Pseudorhadinorhynchus samegaiensis ingår i släktet Pseudorhadinorhynchus och familjen Illiosentidae. Inga underarter finns listade i Catalogue of Life.